# Gotthard Brunner
Gotthard Brunner (* 16. Juni 1911 in Rosenheim; † 15. Juli 1992 in München) war ein deutscher Jurist.

## Leben
Der aus Rosenheim gebürtige Gotthard Brunner wandte sich nach absolvierter Reifeprüfung dem Studium der Rechtswissenschaften  an der Ludwig-Maximilians-Universität München und an der Universität Würzburg zu, 1934 legte er die erste Staatsprüfung, 1937 die zweite Staatsprüfung ab. Im gleichen Jahr trat er Assessorenstellen bei den Staatsanwaltschaften München II sowie Passau an, im Folgejahr wechselte er in gleicher Funktion zur Regierung von Oberbayern und zu den Landratsämtern Rosenheim und Coburg.
Der zum Regierungsrat ernannte Gotthard Brunner wurde 1940 ins Bayerische Staatsministerium für Unterricht und Kultus berufen. Nach seiner Dienstenthebung 1945 erfolgte 1947 sein Wechsel in das Bayerische Staatsministerium des Innern. Der 1949 zum Beamten auf Lebenszeit, 1949 zum Oberregierungsrat, 1955 zum Ministerialrat sowie 1961 zum Ministerialdirigenten Ernannte hatte dort zuletzt die Leitung der Personalabteilung inne. 1967 wurde Gotthard Brunner in der Nachfolge von Josef Hausner zum Präsidenten des Bayerischen Obersten Rechnungshofs gewählt, ein Amt, das er bis zu seiner Verabschiedung in den Ruhestand 1976 ausfüllte. Der 1973 mit dem Bayerischen Verdienstorden Ausgezeichnete verstarb 1992 im Alter von 81 Jahren.